# USS Newport News (CA-148)
El USS Newport News (CA-148) fue uno de los cruceros pesados de la clase Des Moines de la Armada de los Estados Unidos. Fue puesto en gradas en 1945, botado en 1948 y comisionado en 1949. Fue dado de baja en 1975.

## Construcción y características
Construido por Newport News Shipbuilding de Newport News, Virginia; fue colocada la quilla el 1 de noviembre de 1945, botado el 6 de marzo de 1948 y asignado el 29 de enero de 1949.